# Milan (Illinois)
Milan is een plaats (village) in de Amerikaanse staat Illinois, en valt bestuurlijk gezien onder Rock Island County.

## Demografie
Bij de volkstelling in 2000 werd het aantal inwoners vastgesteld op 5348. In 2006 is het aantal inwoners door het United States Census Bureau geschat op 5213, een daling van 135 (-2,5%).

## Geografie
Volgens het United States Census Bureau beslaat de plaats een oppervlakte van 15,6 km², waarvan 14,3 km² land en 1,3 km² water. Milan ligt op ongeveer 220 m boven zeeniveau.
Milan ligt aan de Rock River, een zijrivier van de Mississippi met een lengte van naar schatting 459 kilometer.

## Plaatsen in de nabije omgeving
De onderstaande figuur toont nabijgelegen plaatsen in een straal van 8 km rond Milan.